# Маріо Божич
Маріо Божич (босн. Mario Božić. серб. кир.: Марио Божић, pronounced [mâːrio bǒːʒitɕ], 25 травня 1983 — 3 квітня 2023) — боснійський футболіст сербського походження, який грав на позиції центрального півзахисника .
На міжнародному рівні Божич провів два матчі за Боснію і Герцеговину між 2007 і 2008 роками.

## Клубна кар'єра
Божич, який народився в Тузлі (нині — Боснія і Герцеговина), переїхав до Сербії в ранньому віці і розпочав свою старшу кар'єру в місцевій «Лозниці». Згодом він також грав за інші сербські клуби «Раднички Стобекс» і «Белград», перш ніж перейти в угорський клуб «Фегервар» влітку 2004 року. Будучи основним гравцем першої команди, Божич допоміг їм виграти Кубок Угорщини 2005/06. Він також провів понад 100 матчів за клуб у всіх турнірах.
У зимове трансферне вікно 2008 року Божич перейшов у інший місцевий клуб «Уйпешт», де провів ще півтора роки. Загалом він провів в Угорщині п'ять років, провівши 126 матчів у чемпіонаті та забивши 15 голів.
Влітку 2009 року Божич переїхав до Словаччини і підписав контракт з братиславським «Слованом». Він провів у країні два сезони та виграв із клубом чотири трофеї — два національних кубки та по одному чемпіонату і суперкубку.
У червні 2011 року Божич підписав контракт з ізраїльським клубом «Ашдод», але так і не зіграв жодного матчу за клуб і повернувся до Сербії під час зимового трансферного вікна 2012 року, підписавши контракт з «Борацем» (Чачак). Однак лише через кілька тижнів Божич залишив клуб, так і не дебютувавши, і перейшов до китайського «Шанхая Шеньхуа».
У серпні 2012 року Божич приєднався до азербайджанського клубу «Сімург», ставши найкращим бомбардиром клубу з шістьма голами в сезоні 2012/13 .
Наступний сезон футболіст провів у грецькому клубі «Панахаїкі», після чого Божич повернувся до Сербії й грав за «Вождовац» і «Борац» (Чачак), а з завершив кар'єру у своєму рідному клубі «Лозниця» у другій лізі Сербії у 2016 році.

## Міжнародна кар'єра
У березні 2007 року Божіч отримав свій перший виклик до національної збірної Боснії та Герцеговини. Він дебютував у її складі 8 вересня 2007 року, вийшовши на заміну замість Дарко Малетича в грі з Угорщиною (0:1). Його другим і останнім міжнародним матчем стала товариська гра проти Болгарії (1:2) в серпні 2008 року.

## Подальше життя і смерть
9 лютого 2017 року Божич був призначений футбольним директором «Лозниці».
3 квітня 2023 року Божич помер від пухлини мозку. Йому було 39 років.

## Досягнення
- Володар Кубка Угорщини: 2005/06

- Чемпіон Словаччини: 2010/11
- Володар Кубка Словаччини: 2009/10, 2010/11
- Володар Суперкубка Словаччини: 2009